# Либенбергит
Либенбергит — редкий минерал из группы оливина. Представляет собой силикат никеля(II) с формулой Ni2SiO4 с примесями железа и кобальта.
Год открытия — 1973.
Открыт Scotia Talc mine, Bon Accord, Barberton, Ehlanzeni District, Мпумаланга, ЮАР
Месторождение минерала находится в Сарановской группе (Cr) месторождений (Пермский край, Горнозаводский район).

## Этимология
Назван в честь В. Р. Либенберга (W.R. Liebenberg), заместителя генерального директора Национального института металлургии Южной Африки.